# D'un monde à l'autre
Pour l’article homonyme, voir D'un monde à l'autre (roman).
Pour l’article homonyme, voir D'un monde à l'autre (téléfilm).
D'un monde à l'autre est une émission de télévision présenté par Paul Amar et diffusé sur France 2 de septembre 1997 à 1999, puis sur France 5 de 2005 à 2006.
Elle était consacrée à l'actualité et à la politique. Paul Amar reprenait le même concept que Le Monde de Léa lancé un an plus tôt sur TF1.
La version présentée sur France 5 qu'il produit via sa société Nomad prod à compter de septembre 2004, si elle garde le même titre, est un concept très différent. Sur la lancée de son émission précédente les 109, il s'entoure de jeunes chroniqueurs issus de la société civile pour interviewer des personnalités (Yannick Noah, Patrick Bruel, André Santini, Marie-Georges Buffet, Elie Semoun, Jacques Weber, Ségolene Royal, Claude Brasseur, Bernard Lavilliers, Jean-Marie Cavada, Christian Clavier, Michel Leeb, Romane Bohringer, Francis Huster, Raymond Devos, Smaïn ...).
Cette émission a également permis à plusieurs journalistes de faire leurs débuts médiatiques dans le rôle des jeunes chroniqueurs intervieweurs (Wendy Bouchard, Sylvain Lapoix, Yoann Cambefort, Aude Pavani, Stéphanie Secqueville, Yoann Gillet, Amélie Baubeau ).